# Woiwodschap Neder-Silezië

Powiats in Woiwodschap Neder-Silezië

De woiwodschap Neder-Silezië (Pools: Województwo dolnośląskie [uitspraak: [vɔjɛˈvut͡stfɔ dɔlnɔˈɕlɔ̃skʲɛ], ong. vojevoetstfo dolnosjlonskje; Duits: Niederschlesien; Latijn: Silesia Inferior) is een van de zestien woiwodschappen (regio's of provincies) van Polen. Het is het noordwestelijke deel van de historische en geografische regio Silezië en is gesitueerd in het middenstuk van de loop van de rivier de Oder. De hoofdstad van Neder-Silezië is Wrocław (Breslau), het heeft een oppervlakte van 19.946 km² en een inwoneraantal van 2.879.300 (2023).
Het woiwodschap Neder-Silezië is gevormd op 1 januari 1999 uit de voormalige woiwodschappen Wrocław, Legnica, Wałbrzych en Jelenia Góra en delen van Leszno en Kalisz, na een reorganisatie van de lokale Poolse overheden.

## Geschiedenis
De regio Neder-Silezië kent een bewogen geschiedenis. Tot aan het einde van de Tweede Wereldoorlog waren de toenmalige provincies Silezië, Opper-Silezië en Neder-Silezië Pruisisch grondgebied. Na de Duitse nederlaag werd Polen naar het westen opgeschoven, waarmee de Sovjet-Unie het in 1939 bij de aanval op Polen geannexeerde Oost-Poolse gebied kon behouden. Dit oosten van Polen werd in 1945 toegevoegd aan de sovjet-republieken Wit-Rusland en Oekraïne, en Polen kreeg voor dit verlies onder meer het Duitse Neder-Silezië toegewezen. Het gebied werd toen van de oorspronkelijke Duitse bevolking 'gezuiverd'. Hun plaats werd ingenomen door Polen uit het oosten die op hun beurt daarvandaan waren verdreven door de Sovjets. Zij waren lange tijd niet zeker van het eigendom van hun nieuwe huizen en dat vertraagde de wederopbouw van de zwaar verwoeste provincie. In 1990 moest Duitsland in ruil voor zijn hereniging de Oder-Neissegrens erkennen, vernoemd naar de rivieren de Oder en de Neisse die in feite de grens vormen.

## Bevolking
Neder-Silezië telt 2.903.710 inwoners op 31 december 2016. Daarvan wonen er 2 miljoen in steden en ruim 900 duizend op het platteland. In het jaar 2016 werden er 27452 kinderen geboren, terwijl er 30566 mensen stierven. Het geboortecijfer is 9,5‰ en het sterftecijfer is 10,5‰. Net als elders in Polen is ook het geboortecijfer in Neder-Silezië hoger op het platteland (9,6‰) dan in de steden (9,4‰). Het sterftecijfer is 10,8‰ in steden en 9,9‰ op het platteland. De natuurlijke bevolkingsgroei is −1,1‰ in Neder-Silezië: −1,5‰ in steden en −0,2‰ op het platteland.

## Grootste steden
(met meer dan 50.000 inwoners in 2005)
1.  Wrocław (Duits: Breslau) - 636.268
2.  Wałbrzych (Duits: Waldenburg) - 127.566
3.  Legnica (Duits: Liegnitz) - 106.143
4.  Jelenia Góra (Duits: Hirschberg) - 87.643
5.  Lubin (Duits: Lüben) - 76.595
6.  Głogów (Duits: Glogau) - 71.312
7.  Świdnica (Duits: Schweidnitz) - 60.541

## Bestuurlijke indeling
Neder-Silezië is onderverdeeld in dertig districten (powiat), waaronder vier stadsdistricten.
| stadsdistrict: - Jelenia Góra - Legnica - Wałbrzych - Wrocław |  | District (bestuurlijke zetel) - Bolesławiec (Bolesławiec) - Dzierżoniów (Dzierżoniów) - Głogów (Głogów) - Góra (Góra) - Jawor (Jawor) - Jelenia Góra (Jelenia Góra) - Kamienna Góra (Kamienna Góra) - Kłodzko (Kłodzko) - Legnica (Legnica) - Lubań (Lubań) - Lubin (Lubin) - Lwówek Śląski (Lwówek Śląski) - Milicz (Milicz) |  | District (bestuurlijke zetel) - Oleśnica (Oleśnica) - Oława (Oława) - Polkowice (Polkowice) - Strzelin (Strzelin) - Środa Śląska (Środa Śląska) - Świdnica (Świdnica) - Trzebnica (Trzebnica) - Wałbrzych (Wałbrzych) - Wołów (Wołów) - Wrocław (Wrocław) - Ząbkowice Śląskie (Ząbkowice Śląskie) - Zgorzelec (Zgorzelec) - Złotoryja (Złotoryja) |

Stadsdistricten:
Wrocław · Jelenia Góra · Legnica · Wałbrzych

Districten:
Bolesławiec · Dzierżoniów · Głogów · Góra · Jawor · Kamienna Góra · Karkonosze · Kłodzko · Legnica · Lubań · Lubin · Lwówek Śląski · Milicz · Oleśnica · Oława · Polkowice · Środa Śląska · Strzelin · Świdnica · Trzebnica · Wałbrzych · Wołów · Wrocław · Ząbkowice Śląskie · Zgorzelec · Złotoryja

Grootste steden:
Bielawa · Bolesławiec · Dzierżoniów · Głogów · Jelenia Góra · Legnica · Lubin · Oleśnica · Świdnica · Wałbrzych · Wrocław · Zgorzelec
Ermland-Mazurië · Groot-Polen· Heilig Kruis · Klein-Polen · Koejavië-Pommeren · Łódź · Lublin · Lubusz · Mazovië · Neder-Silezië · Opole · Podlachië · Pommeren · Silezië · Subkarpaten · West-Pommeren